# 大川汐見崎
大川汐見崎（おおかわしおみざき）とは、静岡県東伊豆町大川にある温泉付き別荘地。

## 概要
東伊豆町大川地区最北端の山中、伊東市赤沢の最南端「赤沢望洋台」の南隣に造成されている温泉付き別荘地。総区画約350、総棟数約170、定住世帯数約30。
「熱海自然郷」「小松ケ原別荘地」「伊豆スカイライン別荘地」、そして北隣にある伊東市赤沢の「赤沢望洋台」等と同じく、コマツ製作所系の不動産開発企業だった小松地所が開発した別荘地であり、1972年（昭和47年）に設立されたコマツゼネラルサービス（KGS）が、他の別荘地と共に管理業務を行ってきたが、2018年（平成30年）に新潟県の不動産企業・株式会社ひまわりに事業譲渡、株式会社エンゼルフォレストリゾートに商号変更した。

## 交通・アクセス
伊東市の八幡野港付近（浮山温泉郷に差し掛かる前）の国道135号から西方（山側）へと分岐し、赤沢〜大川の山側にある別荘地群の前を通って、伊豆大川駅方面へと至る道路が、外部との出入り口となっている。両端に加えて、伊東市赤沢の集落からもこの道路へアクセスできる。
伊豆急行線の伊豆高原駅までは約9km、車で約15-20分。別荘地専用の無料送迎バスが、伊豆高原駅との間で土日月に2往復、木に1往復運行されている。